# Jan (Roszczin)
Jan, imię świeckie Gieorgij Jewgenijewicz Roszczin (ur. 22 października 1974 w Moskwie) – rosyjski biskup prawosławny.

## Życiorys
Jest absolwentem seminarium duchownego w Moskwie oraz Moskiewskiej Akademii Duchownej. W latach 1996–1997 pracował w Wydziale Wydawniczym Patriarchatu Moskiewskiego. W 1997 przeszedł do Wydziału Zewnętrznych Stosunków Cerkiewnych. Rok później na VII Zgromadzeniu Światowej Rady Kościołów w Harare został wybrany do Komitetu Centralnego organizacji.
W latach 2000–2002 studiował na wydziale filozoficznym Katolickiego Uniwersytetu Ameryki w Waszyngtonie. Po powrocie do Rosji od 2003 do 2009 kontynuował pracę w Wydziale Zewnętrznych Stosunków Cerkiewnych. 27 lipca 2009 został zastępcą jego przewodniczącego ds. relacji Cerkwi i społeczeństwa. W tym samym roku został członkiem komisji przy rosyjskim ministerstwie sprawiedliwości badającej publikacje religijne pod kątem obecności treści ekstremistycznych. Reprezentował Rosyjski Kościół Prawosławny w parlamencie Związku Białorusi i Rosji. W latach 2010–2013 był sekretarzem odpowiedzialnym Rady Międzyreligijnej Wspólnoty Niepodległych Państw. Od października 2012 służył w soborze św. Mikołaja w Nowym Jorku i pełni funkcję przedstawiciela Światowego Rosyjskiego Soboru Narodowego przy ONZ.
11 marca 2014 złożył wieczyste śluby mnisze przed namiestnikiem ławry Troicko-Siergijewskiej, arcybiskupem Teognostem, przyjmując imię zakonne Jan na cześć św. Jana z Szanghaju i San Francisco.
25 lipca 2014 Święty Synod Rosyjskiego Kościoła Prawosławnego nominował go na biskupa naro-fomińskiego, wikariusza eparchii moskiewskiej sprawującego zarząd Patriarszych parafii w Stanach Zjednoczonych. Jego chirotonia biskupia odbyła się 1 sierpnia 2014 pod przewodnictwem patriarchy moskiewskiego i całej Rusi Cyryla I w cerkwi św. Jerzego na Pokłonnej Górze w Moskwie.
Postanowieniem Świętego Synodu z 15 października 2018 r., został administratorem Patriarszych parafii we Włoszech. W grudniu tego samego roku mianowano go egzarchą patriarszym w Europie Zachodniej z tytułem biskupa korsuńskiego i zachodnioeuropejskiego.
30 maja 2019 r. przeniesiony do eparchii wiedeńskiej i austriackiej oraz budapeszteńskiej i węgierskiej jako ich ordynariusz, z tytułem biskupa wiedeńskiego i budapeszteńskiego. Nadal też (czasowo) administrował patriarszymi parafiami we Włoszech. 30 sierpnia 2019 r. postanowieniem Świętego Synodu hierarcha został zwolniony z administrowania eparchią budapeszteńską i węgierską, w związku z czym jego tytuł uległ zmianie na „metropolita wiedeński i austriacki”. W marcu 2020 r. został przeniesiony w stan spoczynku; na miejsce pobytu hierarchy wyznaczono Moskwę.